# Ramón Tebar
José Ramón Tebar Sáiz (6 de noviembre de 1978, Valencia, España) es un pianista y director de orquesta español.

## Biografía
Graduado en el Conservatorio Superior de Música Joaquín Rodrigo, recibió los Premios Especiales de Honor y diplomas en sus estudios de Piano y Música de Cámara. Inició su carrera de director como asistente y pianista en Valencia, debutando con la ópera Don Pasquale de Donizetti.
Obtuvo la Medaille d´Honneur "Villa de Claira" (Francia) y el Premio Bärenreiter y del Concurso Luigi Mancinelli.
Se perfeccionó con Luca Chiantore, Bruno Aprea y Philippe Entremont, ganando el Concurso para directores de la Joven Orquesta Nacional de España.
Desde 2005 reside en Estados Unidos y en 2010 fue nombrado director de la Palm Beach Symphony y en 2011 fue designado director musical de la Florida Grand Opera donde previamente dirigió las óperas Lucia di Lammermoor de Donizetti y Turandot de Puccini.
Ha dirigido la Orquesta Nacional de España, la Orquesta de Radio Televisión Española, las orquestas sinfónicas de Extremadura, Córdoba, Castilla y León, Navarra, Oviedo, Palm Beach Symphony, Cincinnati Symphony, Atlanta Symphony, Miami Symphony, Naples Symphony Orchestra, Florida Grand Opera St. Petersburg Symphony, Ishjek Opera Orchestra, Lugansk Philharmonic, Orchestra Sinfonica di Cagliari, Orchestra Sinfonica di Bari y Orchestra del Teatro Regio y las producciones de La traviata y Madama Butterfly en La Coruña, Cincinnati y Detroit.
En 2012 debutó en el Teatro Colón de Buenos Aires en un concierto junto a Roberto Alagna y Angela Gheorghiu y acompañó a Montserrat Caballé en Armenia y Moscú.
Es director del Festival Musical de Santo Domingo en la República Dominicana y desde marzo de 2014 de la Opera de Naples (Florida).
En julio de 2014 fue condecorado por el rey de España con la Orden del Mérito Civil por su contribución a la cultura y al estrechamiento de lazos entre España y América.
A partir de la temporada 2015 será Director Principal Invitado del Palacio de la Música y Congresos de Valencia y Palacio de las Artes Reina Sofía.
En septiembre de 2017 fue nombrado Director Titular y Artístico de la Orquesta de València y en 2018 hizo su debut en la Staatsoper de Viena en Madama Butterfly.
Ha dirigido varios registros discográficos, entre ellos los recitales de Joseph Calleja y Gregory Kunde para Decca.